# Barigadu
Barigadu és una regió històrica de Sardenya central dins les províncies d'Oristany, que limita amb les subregions sardes de Mandrolisai, Barbagia di Ollolai, Marghine, Campidano di Oristano, Marmilla, Sarcidano i Barbagia di Belvì.
Comprèn els municipis d'Abbasanta, Aidomaggiore, Allai, Ardauli, Bidonì, Boroneddu, Busachi, Fordongianus, Ghilarza, Neoneli, Norbello, Nughedu Santa Vittoria, Sedilo, Soddì, Sorradile, Tadasuni, Ula Tirso, Villanova Truschedu.